# 누키 마사토
누키 마사토(일본어: 貫 真郷, 2003년 10월 2일~)는 일본의 축구 선수이다.

## 구단 경력
그는 2022년 J2리그의 오미야 아르디자에 입단했다. 2023년후 J3리그에 강등했다. 2024년 일본 풋볼 리그의 라인미어 아오모리로 이적했다.